# Matsushima (Miyagi)
Matsushima (jap. 松島町 Matsushima-machi) – miasto w Japonii, na wyspie Honsiu, w prefekturze Miyagi. Według danych na rok 2020 miejscowość zamieszkiwało 13 323 mieszkańców , a gęstość zaludnienia wyniosła 248,7 os./km².